# Sonia Abadi
Sonia Abadi (siglo XX) es una médica, psicoanalista e investigadora argentina. Nacida en Buenos Aires, realizó sus estudios en el Collège Français de Buenos Aires. Se recibió de Médica en la Facultad de Medicina de la Universidad de Buenos Aires. Se formó como psicoanalista en la Asociación Psicoanalítica Argentina.
Creadora del modelo Pensamiento en Red que integra avances recientes de la psicología, las neurociencias, las nuevas teorías de la comunicación y la ciencia de las redes vivas. Es autora de numerosos libros y artículos. Expositora Vistage y exmiembro del Consejo Asesor de Voces Vitales. Miembro Titular en Función Didáctica de la Asociación Psicoanalítica Argentina, de la Federación Psicoanalítica de América Latina y de la Asociación Psicoanalítica Internacional. Su desarrollo abarca desde la psicoterapia, pasando por la consultoría en creatividad, innovación y redes humanas, hasta sus aportes a la cultura popular.
Consultora de líderes y estructuras de management de empresas y ONGs nacionales e internacionales en el área de la innovación, el liderazgo, el manejo de crisis, la salud mental de personas y equipos. Speaker nacional e internacional. A su vez realiza en forma quincenal un pódcast en la plataforma Spotify con diversos episodios relacionados con su experiencia profesional, así como también videos y webinars en su canal de YouTube con charlas de capacitación para diversas organizaciones. En 2021 lanzó su newsletter quincenal Salir de la Burbuja, un espacio donde reflexiona sobre el mundo en red, los vínculos y emociones que nos atraviesan en lo cotidiano.

## Carrera en docencia e investigación
La Dra Abadi es Miembro Titular en Función Didáctica de la Asociación Psicoanalítica Argentina, de la Federación Psicoanalítica de América Latina  y de la Asociación Psicoanalítica Internacional. Es ex Profesora Titular en Humanidades en la Universidad de Belgrano. Ha dictado conferencias como profesora invitada en diversas universidades nacionales, entre ellas Universidad de Buenos Aires, Universidad Nacional de Tucumán, Universidad de Cuyo, Universidad Nacional del Comahue, UCES, IAE de la Universidad Austral, UCA. En el ámbito internacional, fue profesora invitada en La Sapienza Universitá di Roma, Universidad Manuela Beltrán de Bogotá, Universidad Javeriana de Cali, Universidad del Norte de Barranquilla, Universidad Católica de Chile, Universidad Católica del Perú, Universidade de São Paulo.
En su actividad privada como docente ha realizado supervisiones individuales y grupales, así como la coordinación de grupos de estudio en la Ciudad de Buenos Aires y en diversas ciudades del interior del país acerca de la psicopatología psicoanalítica, la teoría de la técnica, la obra de D. W. Winnicott y la clínica psicoanalítica.

## Actividad clínica y hospitalaria
Como parte de su trayectoria clínica realizó tareas de supervisión en el Hospital Nacional Posadas, el Hospital de Emergencias Psiquiátricas Torcuato de Alvear y el Hospital General de Agudos Parmenio Piñero. Trabajó en el Centro Nacional de Reeducación Social en el tratamiento de adolescentes, parejas y familias, brindando cursos de capacitación, atención, supervisión e investigación en Clínica de las Adicciones. Es Consultora del equipo de Servicios de Cuidados Paliativos del Instituto de Investigaciones Médicas Alfredo Lanari.
Actualmente la Dra. Abadi ejerce la psicoterapia y la consultoría individual con encuentros presenciales y virtuales con personas de diversas ciudades de Brasil, Londres, París, Nueva York, Caracas, México y Barcelona.

## Actividad institucional
Durante su carrera la Dra Abadi ha formado parte de diversas instituciones nacionales e internacionales en donde desarrolla actividad institucional y docente, dictando cursos y seminarios. Participó en la Asociación Psicoanalítica Internacional (I.P.A.) como Miembro del Liaison Committee y del Sponsoring Committee para la Sociedad Brasilera de Psicoanálisis de Ribeirão Preto. Ejerció como Secretaria Asociada de la Comisión Directiva en la Federación Psicoanalítica de América Latina (F.E.P.A.L) (4) y fue consultora para el Grupo de Estudos Avançados GEA. Formó parte de la Comisión Asesora del Plan Nacional para el Desarrollo Psicosocial del Niño, del Ministerio de Salud y Acción Social de la Nación. La Dra Abadi también se desempeñó como parte del Comité de Evaluación de la Revista del Instituto de Investigaciones de la Facultad de Psicología de la Universidad de Buenos Aires. Miembro del Consejo Científico de la Revista Natureza Humana de la Pontifícia Universidade Católica de São Paulo. Actualmente es mentora y miembro del Consejo Asesor de Voces Vitales Argentina.

## Seminarios, talleres y conferencias
A continuación se detallan algunos de los eventos donde ha participado la Dra. Abadi. Los mismos pertenecen a capacitaciones, charlas e iniciativas de diversos ámbitos: público, privado y organizaciones del tercer sector.
- Expositora Vistage para un gran número de grupos de emprendedores y empresarios.
- Foro del Sector Social.[5] Ciclo del voluntariado. Conferencias y capacitaciones.
- Fundación Navarro Viola.[6] Jornada de fortalecimiento para Abanderados de la Argentina Solidaria. Workshop.
- Grupo Empresarial de Mujeres.[7] Congreso Internacional de Mujeres Empresarias. Centro Cultural de la Ciencia, Polo Tecnológico de La Nación.
- Fundación Global.[8] Conferencista del evento Mujeres que Hacen e Inspiran realizado en el Palacio San Martín.
- Gobierno de Salta.[9] Programa de formación continua para Consejos Barriales. Seminario Taller de 10 Encuentros de Capacitación para el Equipo Técnico y para los Líderes de los Consejos Barriales.
- TechCamp Argentina.[10] Coordinadora del evento junto a Diane La Voy, en la Embajada de los Estados Unidos.
- Executive Forums – Renaissance.[11] Varias capacitaciones en grupos de empresarios y emprendedores. Hotel Four Seasons.
- IV Foro Nacional de RSE. Centro Cultural Konex, Buenos Aires, Conferencia: “Pensar en Red: personas, empresas y comunidades inspiradas e inspiradoras”.
- Expoagro. Conferencia Taller. Ciudad de Junín, provincia de Buenos Aires.
- OSDE, sede Rosario. Seminario Taller Pensar y Trabajar en Red.
- Tenaris. Capacitación abierta para los profesionales de la Compañía en la sede de Campana en formato TedEx.[12]
- Avon.[13] Capacitación para equipo de revendedoras en Talent Days.
- Sociedad Rural Argentina. Capacitación para Delegados Zonales.
- Fundación Los Grobo. Capacitación para equipos de ingenieros agrónomos y Programa Potenciar Comunidades en la Facultad de Ciencias Agrarias de la UCA.
- Techint, Jornada de creatividad. Capacitación.
- IAE para Oracle, Jornada de Pensamiento en Red, Capacitación.
- ONG INICIA. Taller para jóvenes líderes. Casa Natura, Buenos Aires.
- El Cronista Comercial. 3.º Seminario Pymes “Cómo ganar en 2010”, Panelista.
- ENDEAVOR.[14] Conferencia TEDX[15] sobre Trabajo en Red, Rosario.
- Fundación CONIN. V Encuentro Nacional de Red CONIN. Seminario Taller. Mendoza.
- Bodegas Chandon.[16] Capacitación y Seminarios Taller de Creatividad e Innovación para todos los equipos de la empresa a lo largo de 5 años. Ciudad de Buenos Aires y Mendoza.
- “Argentina University”, Congreso Young Presidents Organization “The Tango: from a popular expression to a cultural network”. Buenos Aires, Argentina.
- IV Congreso Mundial de Psicoterapia. “La psicoterapia como puente entre culturas”, “De amores y soledades, apenas una historia”, Conferencia.
- Third International Congress: The work of Winnicott “Going on Being, breakdown and beyond”. University of Milan. Conferencia.
- 43 Congreso de la API, “Trabajando en las Fronteras”. Nueva Orleans. Presentación Conferencia Central “Entre la frontera y la red, apuntes para una metapsicología de la libertad”.
- Asociación Médica Argentina. “Violencia emocional”. Panelista.

## Pensamiento en Red

### Acerca del modelo
Pensamiento en Red es un modelo transdisciplinario que integra avances de la psicología, las neurociencias, la sociología, la teoría de las redes complejas y las nuevas teorías de la comunicación. Este modelo explica cómo opera el pensamiento creativo y permite un entrenamiento que modifica las estructuras mentales generando un estilo de funcionamiento original en las personas y organizaciones. Espacios de reflexión alternativos, de procesamiento conjunto de ideas, decisiones y acciones, expandiendo la creatividad individual, la colaboración creativa, la innovación y la generación de redes humanas.

### Cómo opera el Pensamiento en Red
Tal como había desarrollado en su paper “Entre la frontera y la red, apuntes para una metapsicología de la libertad”, la Dra Abadi sostiene que el modelo de Pensamiento en Red trasciende la lógica de fronteras y comienza a definirse un nuevo paradigma. Este keynote paper fundacional para la teoría fue publicado en revistas de asociaciones de psicoanálisis de todo el mundo y traducido a 20 idiomas distintos.
El paradigma de redes sostiene que nos hallamos todos conectados de múltiples maneras. Así, cada comunidad se encuentra enlazada por nexos formales que conectan a aquellos que tienen actividades, proyectos u objetivos en común; pero también por lazos informales, a veces azarosos, tejidos por afinidades en otros aspectos de sus intereses y su personalidad. Estudios recientes demuestran que las leyes de las redes vivas, también llamadas redes complejas, se cumplen en el área de las conexiones neuronales, del pensamiento, de la percepción, de la capacidad para generar empatía y de la integración de equipos creativos y las comunidades.
La ciencia de las redes destaca que agregar cualquier lazo informal a una red formal aumenta exponencialmente su conectividad. Las redes vivas son sistemas abiertos de conectividad ilimitada, caracterizadas por dinámicas específicas: contagio, viralización y propiedades emergentes.
El modelo de Pensamiento en Red destaca que las personas más aptas para crear redes y mantenerlas activas son aquellas que desarrollan diversos talentos, intereses y experiencias en áreas a veces muy alejadas de su profesión o actividad habitual. Estas personas aportan a la red sus lazos humanos informales, a la vez que su riqueza de modelos mentales y su gran conectividad entre ideas, que les permiten exportar conocimientos de un área a otra.

El concepto de Pensamiento en Red, a la vez que integra el pensamiento lineal con el funcionamiento intuitivo, propone un pensar que no es individual ni colectivo, sino conectivo. 
“La combinatoria de ambos tipos de conexión entre ideas da como resultado un pensamiento complejo, integrador y original: el Pensamiento en Red. Las ideas se conectan así de distintos modos, llevando a la resolución alternativa de conflictos, la innovación en la forma de hacer las cosas y la confluencia de recursos que parecían distantes. Además, aquellos que cultivan la disciplina de pensar en red, desarrollan una intensa y extensa conectividad con los otros y sus ideas”.

## La cultura popular
La Dra. Abadi no sólo es reconocida por sus aportes científicos sino por su interés en diversas disciplinas relacionadas con la cultura popular. Hace más de veinte años está vinculada con el universo del tango: la música, el canto, el baile, la historia y la cultura. Escribió para la revista El Tangauta, publicó el libro "El Bazar de los Abrazos. Crónicas milongueras" traducido al alemán, inglés, sueco, italiano y francés. Algunos capítulos tienen su versión en más de veinte idiomas. Es autora del blog que lleva el mismo nombre.
Además desarrolló varios guiones y presentaciones en diferentes ámbitos relacionados con el tango.
Es Directora Ejecutiva de Espacio Aguaribay, Arte, Ciencia y Cultura, una casona del barrio de Belgrano en la Ciudad de Buenos Aires que perteneció al ingeniero Giuliano Astolfoni y se transformó en un espacio interdisciplinario para reuniones, capacitaciones, muestras de arte, cursos, talleres y conciertos.

## Publicaciones

### Libros

#### Pensamiento en red[32]
Un libro basado en un modelo que integra avances de la psicología, las neurociencias, la ciencia de las redes vivas y las nuevas teorías de la comunicación. El texto explora cómo opera el pensamiento creativo y, a través del paradigma colaborativo, busca soluciones nuevas a conflictos diversos, interviniendo en el desarrollo de personas y organizaciones. Se tradujo al portugués.

#### La Prodigiosa Trama
Es un libro en el que las historias se entrelazan, creando un tejido colorido. Recorriendo las anécdotas, podrán descubrir la red invisible que nos define y nos condiciona. También, revisar las conexiones mentales que son la base de nuestro potencial creativo. Y examinar los modos en que nos relacionamos cuando generamos vínculos vitales y expansivos.

#### El bazar de los abrazos
El Bazar narra los entretelones del tango a través de relatos breves, desde de la observación, el baile y las confidencias. Fue traducido al inglés, francés, italiano, alemán, sueco y es su cuarta edición en castellano. Despertó el interés de antropólogos y sociólogos que lo incorporaron como material de lectura en diversas universidades.

#### Transiciones
Un recorrido por las ideas de D. W. Winnicott para explorar, transitar, re-crear. Funciona con un formato de guía de viaje que propone al lector circuitos para recorrer a pie una ciudad, señalando los puntos de interés. “Deja tiempos y espacios para que cada uno descubra y encuentre su propia ciudad, y pueda inventar su propio viaje”. También invita a acceder a una comprensión global del clima intelectual del autor. Fue traducido al portugués.

### Artículos en libros y revistas
A continuación se detallan algunos de los artículos más destacados de la Dra. Abadi:
- “Los caminos de la creatividad y la innovación”, publicado en la revista Dossier de Creatividad, Número 1, noviembre de 2019
- “En la era de las redes los liderazgos se volvieron menos verticales”, publicado en la revista 36 Aniversario de Apertura; Edición 306, junio de 2019
- “Del círculo a la red: ¿acaparar o compartir?”. Sonia Abadi en Circular Innova. Noviembre de 2019.
- “Emprendedores en la red, más allá del networking”. Sonia Abadi en Circular Innova. Noviembre de 2019.
- “Sonia Abadi: El mundo necesita que todo lo hagamos con el otro”. Revista Sophia. Enero de 2019.
- “Sonia Abadi. Pensamiento en Red: el sistema en el que las mujeres se destacan”. Por Lucila Lopardo. Diario La Nación. Diciembre de 2018.
- “Reinventarse después de los 50”. Revista Sophia. Septiembre de 2018
- “Cuando el pensar viene en formato Excel”. Sonia Abadi. Diario Clarín. Septiembre de 2016
- “Pensar en red, un método para liberar la creatividad en las empresas”. Diario La Nación. Julio de 2016
- “Yo soy así: la máscara de la neurosis”. Diario Clarín. Junio de 2016.
- “Mentes en Red para un mundo en Red: creatividad, conectividad y vínculos”. Congreso Winnicott. Noviembre 2012
- “Crisis y cambio”. Revista Enfoque Previsional. Octubre 2012
- “Los directivos apuestan a la creatividad aplicada al negocio”. Infobae. Septiembre 2012
- “Cómo ser más creativos: Pensar y percibir en Red”. Revista Enfoque Previsional. Abril 2012
- “La Red Nutrición 10 Hambre cero: conectando la diversidad”. Revista Observatorio Social. Febrero 2012
- “El arte de pensar y colaborar en Red. Un talento imprescindible para los nuevos escenarios”. Revista Junín. Febrero 2012
- “Pensamiento en Red, un modelo conceptual en sintonía con los nuevos paradigmas”. Revista Nostromo. Febrero 2011
- “Mentes en Red para un escenario en Red: velocidad y profundidad, expansión y anclaje”. Revista Mañana Profesional. Diciembre 2010
- “El arte de Pensar en Red”. Diario Clarín. 11 de julio de 2010
- “Cómo ser más creativos y estar mejor conectados”. Revista Psicología Positiva. Junio 2010
- “El líder lineal y el líder en red: del autoritarismo a la colaboración”. VIII Congreso Argentino de Psicoanálisis. Mayo 2010
- “Un talento imprescindible para los nuevos escenarios”. Clarín IECO. Abril 2012
- “Para crear redes y Trabajar en Red hay que pensar en Red”, publicado en la revista Darsecuenta, Año 2, Núm. 4; febrero de 2009
- “Transicionalidade e novos paradigmas:notas para um pensamento en rede”, publicado en Revista de Psicanálise de la Sociedad Psicoanalítica de Porto Alegre, Volumen XIV, N.º 3, diciembre de 2007
- “Pensamiento en Red, de la fría lógica a la máxima creatividad”. Revista Materia Biz. 15 de noviembre de 2007
- “La creatividad como estrategia”. Bloggers report. 12 de octubre de 2006
- “Así se baila el tango, los primeros pasos”, publicado en Revista Otra Mirada, editada por la Asociación Psicoanalítica Argentina, n 3, 2004
- “Entre a fronteira e a rede, anotaçoes para uma metapsicologia de liberdade”, publicado por la Revista Brasileira de Psicoanálise, Volumen 37, N.º 1, 2003
- “Explorations: getting lost and finding your way in a potential space”. En  Squiggles and Spaces: Revisiting the work of D. W. Winnicott, Bertolini M. et al.  London: Ed. Karnac Books. 2002.
- “El objeto transicional y otras paradojas en la teoría winnicottiana”. Revista La Peste de Tebas. Ed. “La Peste”, septiembre de 2001. Año 6.
- “Adicciones: Patologías graves en la adolescencia”. Publicado en la Revista Era Adicciones. Gobierno de Chile, Ministerio del Interior. Número 4, marzo a junio de 2001.

## Premios y distinciones
En 2013 fue galardonada con el premio “Gobernador Cresto” del Senado de La Nación como Líder para el Desarrollo de América Latina. Ese mismo año recibió el reconocimiento de Mujer Gema otorgado por el Grupo Empresario de Mujeres Argentinas.